# Timothy Peña
Timothy Peña (14 de septiembre de 1984 en Madrid) es un jugador de fútbol americano en el equipo de Osos de Madrid (Rivas-Vaciamadrid) perteneciente a la Liga Nacional de Fútbol Americano (LNFA). Juega en la posición de runningback con la camiseta 44.
Ha sido internacional con la selección española junior, jugando la fase previa del campeonato de Europa junior de Moscú.